# ナブッコ
『ナブッコ』（Nabucco）、原題『ナブコドノゾール』（Nabucodonosor）は、ジュゼッペ・ヴェルディが作曲した全4幕からなるオペラである。題材を旧約聖書（ユダヤ教聖書）の『エレミヤ書』と『ダニエル書』から取っている。

## 概要
1842年にミラノ・スカラ座で初演された。ヴェルディにとって3作目のオペラだが、初めて大成功を得た出世作として知られ、特にその第3幕での合唱「行け、我が想いよ、黄金の翼に乗って（Va, pensiero）」は今日のイタリアにおいて国歌並みに、あるいはそれ以上に有名な旋律となった。ナブッコとは、日本では普通ネブカドネザルとして知られるバビロニアの王の名前である。
- 原語曲名：Nabucco (Nabucodonosor)
- 原作：旧約聖書中の人物伝に基づき、オギュスト・アニセ＝ブルジョワおよびフランシス・コルヌの著した戯曲『ナブコドノゾル』（1836年パリ初演）、および同戯曲に基づくアントニオ・コルテージ作曲のバレエ音楽『ナブコドノゾール』（1838年スカラ座初演）。
- 台本：テミストークレ・ソレーラ
- 演奏時間：約2時間10分
- 初演：1842年3月9日、ミラノ・スカラ座にて、エウジェニオ・カヴァリーニの指揮による

## 作曲と初演の経緯

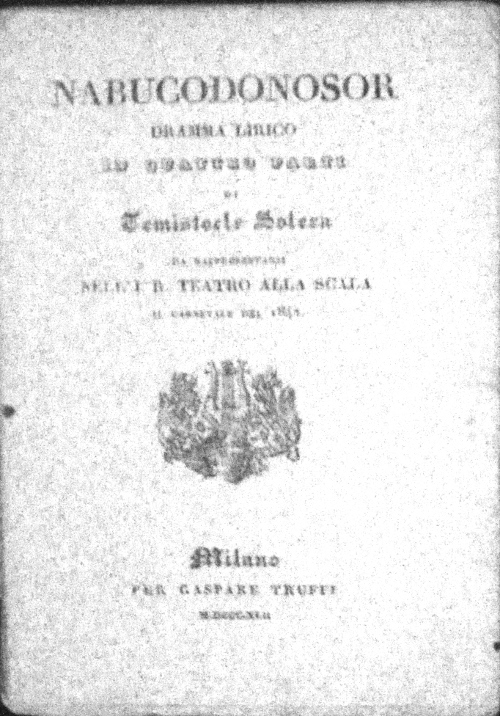
1842年初演当時の台本

このオペラの作曲の経緯は意外なほど判明していない。通説では、第2作『一日だけの王様』の初演で失敗し、私生活では2人の子供と妻を相次いで亡くし、絶望のあまり作曲の筆を折ろうとまで考えていたヴェルディに対して、スカラ座の支配人バルトロメオ・メレッリが紹介したテミストークレ・ソレーラ作成の台本（もともとドイツ出身の新進作曲家オットー・ニコライにあてがわれたが、ニコライが「作曲に値しない」として返却したもの）に1841年秋頃までに作曲がなされたとされている。
ソレーラの台本は、旧約聖書中の記述、それを戯曲化した1836年初演のフランス語の舞台劇、ならびにその戯曲に基づき1838年アントニオ・コルテージの作曲したバレエのすべてに依拠していると考えられており、特にバレエは同じスカラ座での上演でもあり、その舞台装置、衣装など多くのものがオペラ初演時には流用されたともいう。

### 初演
題名役ナブッコにジョルジョ・ロンコーニ（バリトン）、アビガイッレ役にヴェルディの理解者でもあり、後年その伴侶ともなったジュゼッピーナ・ストレッポーニ（ソプラノ）など実力派歌手を配した初演は1842年3月9日に挙行された。当夜は稀に見る大成功であり、ヴェルディは一躍、ドニゼッティなどに比肩しうるオペラ作曲界の新星との評価を勝ち取った。

## 編成

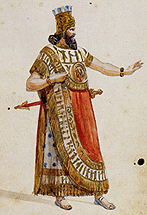
初演当時のナブコドノゾール王（ナブッコ）衣装スケッチ

### 主な登場人物
- ナブコドノゾール王（バリトン）：バビロニアの王、史実上のネブカドネザル2世。歌劇中ではナブッコと呼ばれる。
- イズマエーレ（テノール）：エルサレム王ゼデキヤの甥。
- ザッカリーア（バス）：ヘブライ人の大祭司。
- アビガイッレ（ソプラノ）：恐らくナブッコと女奴隷の間に生まれた子。ナブッコは王女中の長女として育てている。
- フェネーナ（ソプラノ、但し声域的にはメゾソプラノも可）：ナブッコとその正妻（の一人）との間に生まれた子。アビガイッレからみると妹分とされている。イズマエーレとは恋仲。
- 合唱

## 舞台構成
全4幕
原台本では「幕」（atto）でなく「部」（parte）で区切られているため、厳密には「全4部構成」のオペラと称するべきだが、ここではより一般的な「幕」表記を用いる。
- 序曲
- 第1幕「エルサレム」（Gerusalemme）：ソロモン神殿の内部
- 第2幕「不信心者」（L'Empio）
  - 第1場 バビロンの宮殿の一室
  - 第2場 宮殿の大広間
- 第3幕「予言」（La Profezia）
  - 第1場 バビロンの空中庭園
  - 第2場 ユーフラテス河畔
- 第4幕「壊れた偶像」（L'Idolo Infranto）
  - 第1場 宮殿の一室
  - 第2場 空中庭園

## あらすじ
時と場所：紀元前587年、エルサレムおよびバビロン　

### 序曲
演奏時間7分少々。はじめヴェルディは本格的な序曲を書くべきかどうか迷っていたが、義兄（亡妻の兄）ジョヴァンニ・バレッツィの勧めもあってこの序曲をまとめたと伝えられる。内容的にはオペラ曲中で用いられる各テーマを要約したもの。

### 第1幕

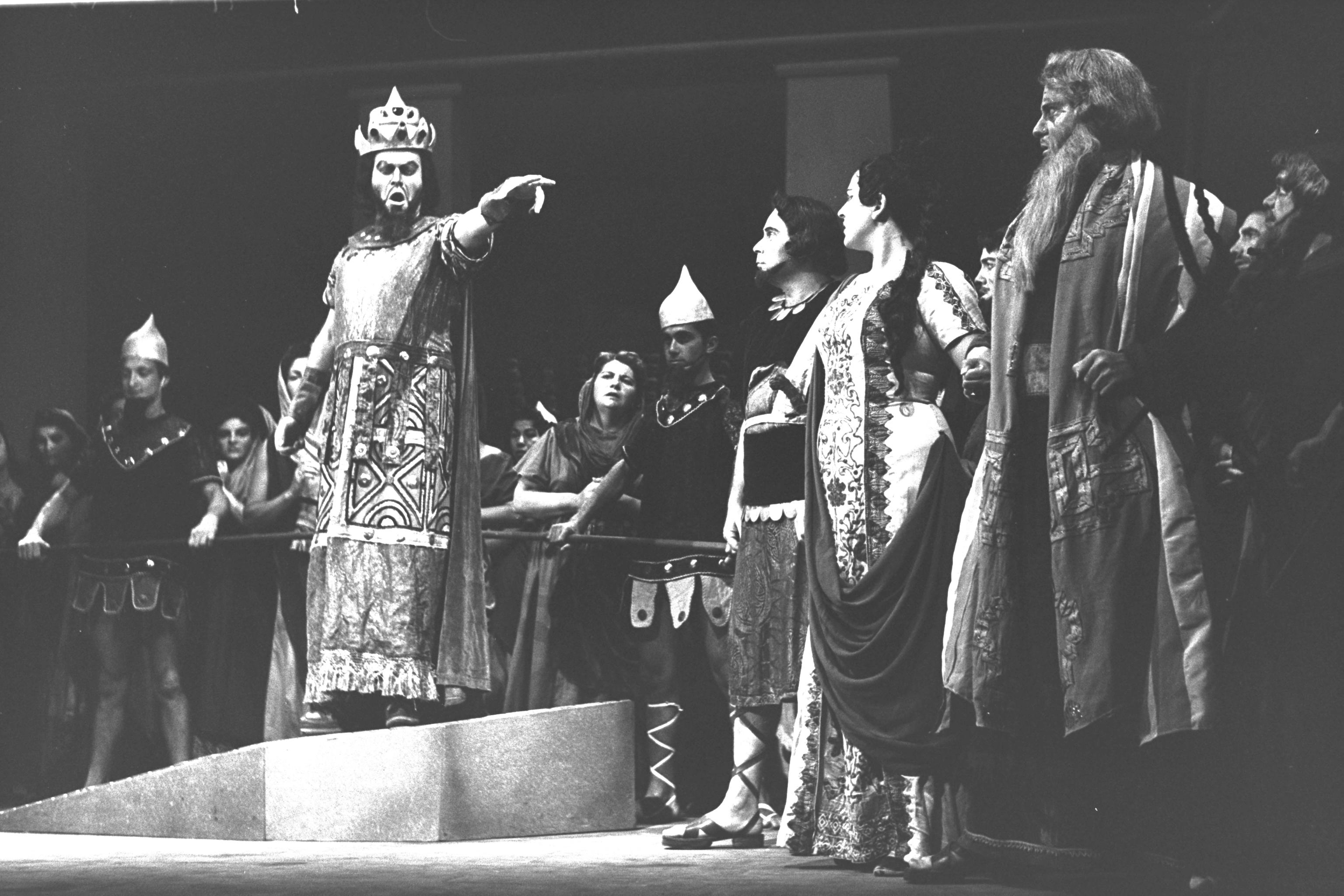
第1幕舞台情景（1958年）

バビロニア国王ナブッコと、勇猛なその王女アビガイッレに率いられたバビロニアの軍勢がエルサレムを総攻撃しようとしている。ヘブライ人たちは周章狼狽の態だが、大祭司ザッカリーアは「当方はナブッコの娘フェネーナを人質としているので安心」と人々を静める。
そのフェネーナとエルサレム王の甥、イズマエーレは相思相愛の仲であるが、アビガイッレもまたイズマエーレに想いを寄せている。アビガイッレは神殿を制圧し、イズマエーレに「自分の愛を受け入れれば民衆を助けよう」と取引を提案するが、イズマエーレはそれを拒絶する。
やがてナブッコも神殿に現れる。ザッカリーアは人質フェネーナに剣を突きつけて軍勢の退去を促すが、イズマエーレがフェネーナを救おうとしたためその試みは失敗する。ヘブライの民衆はイズマエーレの裏切りを非難、勝利を収めたナブッコは町と神殿の完全な破壊を命ずる。

### 第2幕

#### 第1場
アビガイッレは自分の出自の秘密を記した文書を発見、ナブッコ王は王女フェネーナに王位を譲るつもりであることを知り激しく嫉妬する。バビロニアの神官たちは「フェネーナはヘブライ人の囚人たちを解放しようとしている。自分たちはナブッコ王が死亡したとの虚報を流布するので、この隙に王位を奪ってほしい」とアビガイッレを焚きつける。

#### 第2場
ザッカリーアは破壊された神殿と祖国、そして人々の心の中の信仰心の復活を祈る。ヘブライ人たちはイズマエーレの裏切りを問責するが、ザッカリーアは人々に「今やフェネーナもユダヤ教に改宗した」と告げ、若い二人をかばう。
アビガイッレとバビロニアの神官たちが現れ、フェネーナから王冠を奪おうとする。そこに死んだはずのナブッコ王が登場、「自分はただの王ではない。今や神だ」と誇る。その驕慢は神の怒りに触れ、ナブッコの頭上に落雷、彼は精神錯乱状態となり、力を失う。こうして王冠はアビガイッレが手に入れる。

### 第3幕

#### 第1場
アビガイッレは今や玉座に座っている。彼女は異教徒たちを死刑とする命令を作成、力を失ったナブッコに玉璽を押すように強いる。押印したナブッコは、改宗した実の娘フェネーナも死刑となることを知りアビガイッレに取り消しを懇願するが、彼女は聞かない。

#### 第2場
ユーフラテス河畔で、ヘブライ人たちが祖国への想いを歌う。ここで歌われるのが有名な合唱曲「行け、我が想いよ、黄金の翼に乗って」Va, pensiero, sull'ali dorateである。ザッカリーアは祖国の最終的な勝利とバビロニアの滅亡を予言、人々を勇気付けようとする。

### 第4幕

#### 第1場
監禁されているナブッコはエホバの神に許しを請う。遂に忠臣たちが彼を解放する。ナブッコはフェネーナを救い、王位を回復することを誓う。

#### 第2場
ヘブライ人たちがまさに処刑されようとする刹那、ナブッコが登場、彼はバビロニアの神々を祀った祭壇の偶像の破壊を命ずる。偶像はひとりでに崩壊する。ナブッコはこれを奇蹟であるとし、エホバの神を讃え、ヘブライ人たちの釈放と祖国への帰還を宣言する。群衆はエホバ神賛美を唱和する。形勢不利であると悟ったアビガイッレは服毒し、ナブッコとフェネーナに許しを乞いつつ絶命、ザッカリーアはナブッコを「王の中の王」と讃えて、幕。

## 上演小史

### イタリア各地での再演
初演の行われた1842年3月9日はスカラ座同年のシーズン終了直前であったが、同オペラはそこからシーズン終了までに7回の再演がなされた。また1842年夏-冬には臨時のシーズンがもたれ、『ナブコドノゾール』はそこで記録破りの57回の再演がなされている。ミラノ外では1843年春のヴェネツィア・フェニーチェ劇場を皮切に各地での上演がもたれている。

### イタリア半島外
『ナブコドノゾール』はイタリア半島外でも早くから上演がなされたオペラのひとつである（もっとも第5作『エルナーニ』の方が初演後の流布は急速だった）。1843年4月、ウィーンでの上演がイタリア半島外での初演であり、同年秋にはリスボン、1844年にはバルセロナ、ベルリン、シュトゥットガルト、コルフ（今日ギリシャ領）、1845年にはパリ、ハンブルク、1846年にはコペンハーゲン、ロンドン、1848年にはニューヨークでの上演がなされた。
なおこのうち1844年、コルフでの上演が題名を『ナブッコ』に短縮して行われた最初のものであり、以後イタリア半島の内外でこの短縮題名が慣例化して今日に至っている。
1846年3月3日、ロンドン、ハー・マジェスティーズ劇場での英国初演では、旧約聖書の内容を舞台化することへの反対論に配慮して、題名を『ニーノ』Ninoとするなどの変更が加えられている。

### 日本
日本での初演は「声専オペラ研究会」による1971年6月25日の演奏会形式による公演（ 訳詞上演?）で、指揮は星出豊、管弦楽は新星日本交響楽団。

## 「行け、我が想いよ」
第3幕第2場で歌われる合唱「行け、我が想いよ、金色の翼に乗って」は、このオペラ『ナブッコ』で最も有名なナンバーで、『旧約聖書』（ユダヤ教聖書）の『詩篇』137「バビロンの流れのほとりに座り、シオンを思って、わたしたちは泣いた。」に題材を取った歌である。

### 歌詞とその試訳
| Va, pensiero, sull'ali dorate; Va, ti posa sui clivi, sui colli, Ove olezzano tepide e molli L'aure dolci del suolo natal! Del Giordano le rive saluta, Di Sïonne le torri atterrate... Oh, mia patria sì bella e perduta! Oh, membranza sì cara e fatal! Arpa d'or dei fatidici vati, Perché muta dal salice pendi? Le memorie nel petto raccendi, Ci favella del tempo che fu! O simile di Solima ai fati Traggi un suono di crudo lamento, O t'ispiri il Signore un concento Che ne infonda al patire virtù! | 行け、想いよ、金色の翼に乗って 行け、斜面に、丘に憩いつつ そこでは薫っている。暖かく柔かい 故国の甘いそよ風が！ ヨルダンの河岸に挨拶を、 そして破壊されたシオンの塔にも… おお、あんなにも美しく、そして失われた我が故郷！ おお、あんなにも懐かしく、そして酷い思い出！ 運命を予言する預言者の金色の竪琴よ、 何故黙っている、柳の木に掛けられたまま？ 胸の中の思い出に再び火を点けてくれ 過ぎ去った時を語ってくれ！ あるいはエルサレムの運命と同じ 辛い悲嘆の響きをもった悲劇を語れ あるいは主によって美しい響きが惹き起こされ それが苦痛に耐える勇気を我々に呼び覚ますように！ | \| |
| 音楽・音声外部リンク | |    |
| 『行け、我が想いよ、金色の翼に乗って』 を試聴する | |    |
| Va,_pensiero,_sull'ali_dorate - アンドレア・バッティストーニ指揮ベルリン・ドイツ・オペラ管弦楽団＆合唱団による演奏。ベルリン・ドイツ・オペラ公式YouTube。 | |    |
| Và_pensiero_(Nabucco) - ジェームズ・コンロン指揮フェニーチェ歌劇場管弦楽団＆合唱団による演奏。フェニーチェ歌劇場公式YouTube。 | |    |

### 初演時の評判――伝説とその検証
この合唱曲に関しては有名な伝説がある。すなわち；
初演時のミラノ・スカラ座の聴衆はこのナンバー、とりわけ"Oh, mia patria sì bella e perduta!"（おお、あんなにも美しく、そして失われた我が故郷！）の部分に、オーストリアに支配された自らの運命（イタリア独立戦争）を重ね合わせた。突発的に発生したこの詞曲への共感は熱烈なアンコールの要求となった。劇場に居合わせたオーストリア官憲もこの歌詞の意味するところを理解していたが、聴衆の暴動を恐れアンコールは許可された。やがて、このオペラはイタリア半島全土で再演され、そこでは常に、「行け、我が想いよ」への熱烈な反応が再現された。
この伝説は、ヴェルディの伝記には必ずといっていいほど無批判的に採用され（例えばフランコ・アッビアーティ著の1959年刊の伝記、あるいはジュリアン・バッデン著の下掲書）、ヴェルディを「リソルジメントの代表的なオペラ作曲家」と位置付ける根拠として用いられてきた。1938年、あるいは1953年にイタリアで撮影されたヴェルディの伝記映画でもこのエピソードはヴェルディ初期の著名な出来事としてドラマティックに描かれている。
しかし、近年の研究はこういった伝説に対して疑問を投げかけている。ロジャー・パーカーは『ナブッコ』の1842年の初演時より1848年に至るまでのイタリアでの演奏評を詳細に調査したが、結論として、
1. スカラ座での初演時、聴衆がアンコールを求めた合唱曲はこの「行け、我が想いよ」ではなく、第4幕第2場の「偉大なるエホバ」Immenso Jeovhaであった
2. その後のスカラ座での再演、イタリア半島各地での再演時にも「行け、我が想いよ」を賞賛する記事は皆無である
3. イタリア各地（そしてヨーロッパ各地）で革命運動が活発化した1848年になると、『ナブッコ』を（『十字軍のロンバルディア人』のようなイタリア人そのものずばりを題材としたオペラと対比して）、「異国の遠い過去のドラマであり、イタリア人にとって縁遠いもの」と、むしろ酷評するものもみられる

としており（下掲書参照）、この伝説はもっと後世の産物、つまりヴェルディの大家としての地位も確立し、一方イタリアの統一が完成した1870年代以降に形成されたのではないか、との考察を行っている。

### 第二の国歌
以上のような疑問は残るものの、この「行け、我が想いよ」は今日のイタリア国民にとって「第二の国歌」的位置付けにあるのは間違いない。実際に正規の国歌とする提案も数度にわたって行われたともいう。なおイタリアでは、正統の国歌はイタリア政体の変遷に伴い「王室行進曲」から「マメーリの賛歌」に移り、その間ファシスト党の党歌「ジョヴィネッツァ」が国歌同然の位置付けで歌われる時代もあった。
1901年1月27日ヴェルディが87歳で長逝した際、彼の遺志により葬儀では一切の音楽演奏が禁じられたが、それでもその棺が運ばれる早朝、ミラノの沿道に参集した群衆は自然とこの「行け、我が想いよ」を歌ったという。その1か月後、彼と妻ジュゼッピーナの遺骸が彼らの建てた音楽家のための養老院「憩いの家」Casa di Riposoに改葬される際には、800人の合唱隊および30万人にも及ぶ群衆が改めて「行け、我が想いよ」を歌ってこの偉大な作曲家夫妻を偲んだ（一般群衆の25,000人あるいは30,000人が唱和したともいうが、イタリアにおけるこの種の伝説は常に割り引いて考える必要がある）。指揮をとったのは若き日のアルトゥーロ・トスカニーニであった。
第二次世界大戦中の、ドイツ軍の事実上の占領下にあったミラノに対する連合国軍による空襲による破壊（1943年）から再建なったスカラ座の再開記念コンサートが1946年5月11日、やはりトスカニーニのタクトで挙行されたとき、「行け、我が想いよ」は当然のようにそのプログラムの中にあった。
北部イタリアの分離・独立を党是とする右派政党北部同盟（レガ・ノルド）はこの合唱曲を党歌のように扱っており、党の行事では参加者による斉唱がなされるという。
ナナ・ムスクーリの歌う、Je chante avec toi liberte,　Song for liberty, Libertad, が、1980年代フランスのヒットチャートで永くトップを飾った。
近年では2006年2月26日、トリノオリンピックの閉会式でもこの合唱が用いられていた。